# صالح المحيميد
صالح المحيميد (مواليد 20 سبتمبر 1993) هو لاعب كرة قدم سعودي يلعب حالياً في نادي الصقر .
كانت بداياته مع نادي التعاون و انتقل إلى انتقل إلى نادي الحزم في عام 2016 و لعب معهم موسم وبعدها وقع مع نادي البدائع و بعدها عاد إلى نادي الصقر .

## روابط خارجية
- صالح المحيميد على موقع Soccerway.com (الإنجليزية)